# Shuttle-C
Le Shuttle-C était une proposition de la NASA afin de développer un lanceur cargo sans pilote sur la base de la Navette spatiale américaine. Le projet consistait à utiliser le réservoir externe de la navette spatiale et ses propulseurs SRB, combinée avec un module de chargement. Divers concepts ont été étudiés entre 1984 et 1995.

## Historique
La NASA avait prévu initialement environ 14 vols de navettes par an. Mais avec entre autres l'accident de la navette spatiale Challenger, il est devenu clair que ce taux de lancement ne pourrait être tenu. Avec le Shuttle-C, on pensait que les exigences en matière de maintenance et de sécurité plus faibles pour un véhicule sans pilote permettraient un nombre de vols plus élevés. Le concept de Shuttle-C avait pour but de réduire les coûts de développement d'un lanceur lourd en réutilisant les infrastructures et technologies développées pour le programme de la navette (navette spatiale, moteurs principaux, système de navigation, etc.),.
Au printemps de 1989, une conférence sur le Shuttle-C a été parrainée à Huntsville, en Alabama, pour éclairer la communauté des utilisateurs potentiels des capacités du système et déterminer un modèle de mission préliminaire. La Station spatiale internationale était à ce moment la cible privilégiée des concepteurs du projet afin d’utiliser le Shuttle-C  dans la séquence d'assemblage de la station spatiale et la logistique de réapprovisionnement. Mais en raison des coûts de développement, la communauté chargée du projet de la station spatiale n'était pas prête à s'engager à l’utiliser. En l'absence d’objectif concret d’utilisation, le programme a finalement été abandonné.